# Paral·lel 17° nord
El paral·lel 17° nord és una línia de latitud que es troba a 17 graus nord de la línia equatorial terrestre. Travessa Àfrica, Àsia, el oceà Índic, el oceà Pacífic, Centreamèrica, el Carib i el oceà Atlàntic.

## Geografia
En el sistema geodèsic WGS84, al nivell de 17° de latitud nord, un grau de longitud equival a 106,486 km;

## Durada del dia
En aquesta latitud, el sol és visible durant 13 hores i 9 minut a l'estiu, i 11 hores i 7 minuts en solstici d'hivern.

## Vietnam
El paral·lel 17 (vietnamita vĩ tuyến 17) va ser la línia de demarcació militar provisional entre Vietnam del Nord i Vietnam del Sud establert pels acords de Ginebra de 1954. La línia de demarcació no coincideix exactament amb el paral·lel 17, però corria cap al sud, aproximadament al llarg del riu Bến Hải a la província de Quảng Trị, al poble de Bo Ho Su i d'aquí oest cap a la frontera entre el Vietnam i Laos.
El 1976, la línia de demarcació es va fer irrellevant, ja que Vietnam es va unificar després de la retirada de les forces estatunidenques i la rendició del govern de Vietnam del Sud.

## Arreu del món
Començant al meridià de Greenwich i dirigint-se cap a l'est, el paral·lel 17º passa per:
| Coordenades                               | País, territori o mar     | Notes |
| ----------------------------------------- | ------------------------- | --- |
| 17° 0′ N, 0° 0′ E / 17.000°N,0.000°E      | Mali                      | |
| 17° 0′ N, 4° 14′ E / 17.000°N,4.233°E     | Níger                     | |
| 17° 0′ N, 15° 30′ E / 17.000°N,15.500°E   | Txad                      | |
| 17° 0′ N, 24° 0′ E / 17.000°N,24.000°E    | Sudan                     | |
| 17° 0′ N, 37° 0′ E / 17.000°N,37.000°E    | Eritrea                   | |
| 17° 0′ N, 39° 2′ E / 17.000°N,39.033°E    | Mar Roig                  | |
| 17° 0′ N, 41° 47′ E / 17.000°N,41.783°E   | Aràbia Saudita            | Illes Farasan |
| 17° 0′ N, 41° 53′ E / 17.000°N,41.883°E   | Mar Roig                  | |
| 17° 0′ N, 42° 33′ E / 17.000°N,42.550°E   | Aràbia Saudita            | |
| 17° 0′ N, 43° 10′ E / 17.000°N,43.167°E   | Iemen                     | |
| 17° 0′ N, 46° 57′ E / 17.000°N,46.950°E   | Aràbia Saudita            | |
| 17° 0′ N, 47° 23′ E / 17.000°N,47.383°E   | Iemen                     | |
| 17° 0′ N, 52° 57′ E / 17.000°N,52.950°E   | Oman                      | |
| 17° 0′ N, 54° 7′ E / 17.000°N,54.117°E    | Oceà Índic                | Mar d'Aràbia |
| 17° 0′ N, 54° 41′ E / 17.000°N,54.683°E   | Oman                      | |
| 17° 0′ N, 54° 59′ E / 17.000°N,54.983°E   | Oceà Índic                | Mar d'Aràbia |
| 17° 0′ N, 73° 17′ E / 17.000°N,73.283°E   | Índia                     | Maharashtra Karnataka Andhra Pradesh Telangana                                                                                  |
| 17° 0′ N, 82° 17′ E / 17.000°N,82.283°E   | Oceà Índic                | Golf de Bengala |
| 17° 0′ N, 94° 27′ E / 17.000°N,94.450°E   | Myanmar (Burma)           | Passa a través del Parc Nacional de Hlawga al nord de Yangon                                                                    |
| 17° 0′ N, 96° 54′ E / 17.000°N,96.900°E   | Oceà Índic                | Golf de Martaban |
| 17° 0′ N, 97° 12′ E / 17.000°N,97.200°E   | Myanmar (Burma)           | |
| 17° 0′ N, 98° 37′ E / 17.000°N,98.617°E   | Tailàndia                 | |
| 17° 0′ N, 104° 44′ E / 17.000°N,104.733°E | Laos                      | |
| 17° 0′ N, 106° 26′ E / 17.000°N,106.433°E | Vietnam                   | |
| 17° 0′ N, 107° 7′ E / 17.000°N,107.117°E  | Mar de la Xina Meridional | Passa a través de les disputades illes Paracel                                                                                  |
| 17° 0′ N, 120° 27′ E / 17.000°N,120.450°E | Filipines                 | Illa de Luzon |
| 17° 0′ N, 122° 29′ E / 17.000°N,122.483°E | Oceà Pacífic              | Mar de les Filipines · Passa entre les illes Guguan i Sarigan, Illes Mariannes Septentrionals · en una part sense nom de l'Oceà |
| 17° 0′ N, 100° 17′ O / 17.000°N,100.283°O | Mèxic                     | |
| 17° 0′ N, 91° 7′ O / 17.000°N,91.117°O    | Guatemala                 | |
| 17° 0′ N, 89° 9′ O / 17.000°N,89.150°O    | Belize                    | |
| 17° 0′ N, 88° 13′ O / 17.000°N,88.217°O   | Mar del Carib             | Passa just al sud de l'illa de Nevis, Saint Kitts i Nevis · Passa just al nord de l'illa de Redonda, Antigua i Barbuda          |
| 17° 0′ N, 61° 46′ O / 17.000°N,61.767°O   | Antigua i Barbuda         | illa d'Antigua |
| 17° 0′ N, 61° 44′ O / 17.000°N,61.733°O   | Oceà Atlàntic             | |
| 17° 0′ N, 25° 19′ O / 17.000°N,25.317°O   | Cap Verd                  | Illa de Santo Antão |
| 17° 0′ N, 25° 6′ O / 17.000°N,25.100°O    | Oceà Atlàntic             | |
| 17° 0′ N, 16° 17′ O / 17.000°N,16.283°O   | Mauritània                | |
| 17° 0′ N, 5° 39′ O / 17.000°N,5.650°O     | Mali                      | |